# Česlovas Stankevičius
Česlovas Vytautas Stankevičius (ur. 27 lutego 1937 we wsi Šeštiniai w rejonie wyłkowyskim) – litewski polityk i dyplomata, minister obrony w latach 1996–2000.

## Życiorys
W 1956 został absolwentem technikum w Kownie, uzyskał kwalifikacje technika budownictwa. W 1965 ukończył studia na Wydziale Budownictwa Kowieńskiego Instytutu Politechnicznego ze specjalnością inżyniera budownictwa przemysłowego i lądowego. W latach 1956–1959 odbywał służbę wojskową w Armii Radzieckiej.
Od 1959 pracował w kowieńskim instytucie projektów na stanowiskach kierownika zespołu, konstruktora, naczelnego konstruktora i kierownika wydziału technicznego, w latach 1974–1990 pełnił funkcję naczelnego inżyniera. W 1974 wstąpił do partii komunistycznej. W 1988 włączył się w działalność Sąjūdisu, został wybrany przewodniczącym kowieńskiej rady ruchu, zaś w 1989 wystąpił z KPZR.
24 lutego 1990 wybrany do Rady Najwyższej Litewskiej SRR. Sygnatariusz Aktu Przywrócenia Państwa Litewskiego z 11 marca 1990. W latach 1990–1992 był zastępcą przewodniczącego Rady Najwyższej, przekształconej w Sejm Republiki Litewskiej.
W latach 1991–1992 stał na czele delegacji Republiki Litewskiej ds. negocjacji z Rosją. Od 1992 pracownik Ministerstwa Spraw Zagranicznych w randze ambasadora nadzwyczajnego i pełnomocnego. W latach 1993–1996 pełnił funkcję doradcy frakcji sejmowej Chrześcijańskich Demokratów, a od 1994 do 1996 był członkiem parlamentarnej grupy ds. przygotowywania ustaw o bezpieczeństwie narodowym.
W latach 1996–2000 sprawował mandat posła na Sejm, będąc członkiem frakcji Chrześcijańskich Demokratów i Komisji Bezpieczeństwa Narodowego. Od 10 grudnia 1996 do 9 listopada 2000 pełnił funkcję ministra obrony. W latach 2001–2005 był ambasadorem Republiki Litewskiej w Norwegii. Od 2005 doradzał ministrowi spraw zagranicznych ds. bezpieczeństwa energetycznego.
Na skutek wyborów w 2008 powrócił do parlamentu, uzyskując mandat z listy partyjnej Związku Ojczyzny – Litewskich Chrześcijańskich Demokratów. 18 listopada 2008 objął stanowisko wiceprzewodniczącego Sejmu. W 2012 nie ubiegał się o poselską reelekcję.
W 1999 odznaczony Krzyżem Komandorskim z Gwiazdą Orderu Zasługi Rzeczypospolitej Polskiej.